# فدراسیون هندبال ارمنستان
فدراسیون هندبال جمهوری ارمنستان (ارمنی: Հայաստանի հանդբոլի ֆեդերացիա) که با نام فدراسیون هندبال ارمنستان نیز شناخته می‌شود، نهاد تنظیم‌کننده ورزش هندبال و هندبال ساحلی در ارمنستان می‌باشد که توسط کمیته المپیک ارمنستان اداره می‌شود و مقر آن در شهر ایروان واقع شده است.

## تاریخچه

این فدراسیون در سال ۱۹۲۲ میلادی تأسیس شد و ریاست فعلی آن را هاروتیون ملکونیان برعهده دارد. این فدراسیون عضو کامل فدراسیون بین‌المللی هندبال و فدراسیون هندبال اروپا می‌باشد.
بازیکنان هندبال ارمنستانی در مسابقات قهرمانی در سطوح مختلف اروپایی و بین‌المللی از جمله در مسابقات قهرمانی جهانی و بازی‌های المپیک تابستانی شرکت می‌کنند.

در ژانویه ۲۰۱۲، تور لیان، رئیس فدراسیون هندبال اروپا، اظهار نمود که: 
«ارمنستان در حال ادغام بیشتر با خانواده بین‌المللی هندبال است و فدراسیون هندبال اروپا از فدراسیون هندبال ارمنستان حمایت و همکاری نماید»
. 

## فعالیت‌ها
در ژوئیه ۲۰۱۰، نمایندگان فدراسیون هندبال ارمنستان با دکتر حسن مصطفی، رئیس فدراسیون بین‌المللی هندبال دیدار کردند و مشکلات مرتبط با توسعه هندبال در ارمنستان مورد بحث و بررسی قرار گرفت.
این فدراسیون هر ساله جام نخست‌وزیری را برگزار می‌کند که در آن بازیکنان هندبال از ارمنستان و سایر کشورها به رقابت می‌پردازند. در نوامبر ۲۰۱۱، نمایندگانی از روسیه، بلژیک، جمهوری چک، اوکراین، گرجستان، ایران و ازبکستان در این مسابقات شرکت کردند.